# 1. Tennis-Bundesliga (Herren 30) 2011
Die 1. Tennis-Bundesliga der Herren 30 wurde 2011 zum achten Mal ausgetragen.
Im Zeitraum vom 5. Juni bis zum 23. Juli 2011 kämpften acht Teams um die Meisterschaft im Herren 30 Tennis.

## Spieltage und Mannschaften
| Spieltage                                  | Spieltage                     |
| ------------------------------------------ | ----------------------------- |
| 1. Spieltag: So., 5. Juni 2011, 11:00 Uhr  |                               |
| 2. Spieltag: So., 12. Juni 2011, 11:00 Uhr |                               |
| 3. Spieltag: So., 19. Juni 2011, 11:00 Uhr |                               |
| 4. Spieltag: So., 3. Juli 2011, 11:00 Uhr  |                               |
| 5. Spieltag: Sa., 9. Juli 2011, 13:00 Uhr  | So., 10. Juli 2011, 11:00 Uhr |
| 6. Spieltag: Sa., 16. Juli 2011, 13:00 Uhr | So., 17. Juli 2011, 11:00 Uhr |
| 7. Spieltag: Sa., 23. Juli 2011, 13:00 Uhr |                               |

| Mannschaften                |
| --------------------------- |
| DTV Hannover                |
| Gladbacher HTC              |
| KTHC Stadion Rot-Weiß Köln  |
| Oelder TC BW                |
| TB Erlangen                 |
| TC Raadt                    |
| TC Schönbusch Aschaffenburg |
| TG Westfalia Dortmund       |

## Abschlusstabelle
|     | Mannschaft                  | Begegnungen | Punkte | Matches | Sätze  | Spiele  |
| --- | --------------------------- | ----------- | ------ | ------- | ------ | ------- |
| 01. | TC Raadt                    | 7           | 14:0   | 50:13   | 105:35 | 698:408 |
| 02. | TB Erlangen                 | 7           | 12:2   | 50:13   | 102:34 | 711:415 |
| 03. | Gladbacher HTC              | 7           | 10:4   | 47:16   | 101:36 | 692:415 |
| 04. | Oelder TC BW                | 7           | 8:6    | 34:29   | 75:66  | 555:561 |
| 05. | TG Westfalia Dortmund       | 7           | 6:8    | 19:44   | 42:91  | 450:621 |
| 06. | TC Schönbusch Aschaffenburg | 7           | 4:10   | 27:36   | 62:78  | 536:608 |
| 07. | KTHC Stadion Rot-Weiß Köln  | 7           | 2:12   | 17:46   | 39:102 | 431:700 |
| 08. | DTV Hannover                | 7           | 0:14   | 8:55    | 27:111 | 361:706 |

|  | Deutscher Meister (Herren 30): TC Raadt                                                        |
|  | Abstieg in die 2. Tennis-Bundesliga (Herren 30) 2012: KTHC Stadion Rot-Weiß Köln; DTV Hannover |

## Mannschaftskader
| Pos. | Name                 |
| ---- | -------------------- |
| 1    | Jonas Björkman       |
| 2    | Karol Kučera         |
| 3    | Jörn Renzenbrink     |
| 4    | Gerrit Strehl        |
| 5    | Arne Thoms           |
| 6    | Ingo Herzgerodt      |
| 7    | Sascha Nensel        |
| 8    | Ingo Kroll           |
| 9    | Benjamin Osterbrink  |
| 10   | Jens Peter           |
| 11   | Jörn Grunewald       |
| 12   | Lars Lampe           |
| 13   | Alexander Freiberger |
| 14   | Torsten Grallert     |
| 15   |                      |
| 16   |                      |

| Pos. | Name                 |
| ---- | -------------------- |
| 1    | Jean-René Lisnard    |
| 2    | Sébastien de Chaunac |
| 3    | Jérôme Haehnel       |
| 4    | Kenneth Carlsen      |
| 5    | Jean-Michel Pequery  |
| 6    | Kim Tiilikainen      |
| 7    | Marcus Hilpert       |
| 8    | Bart Beks            |
| 9    | Bartłomiej Dąbrowski |
| 10   | Martijn Belgraver    |
| 11   | Eric Reuijl          |
| 12   | Lars Zimmermann      |
| 13   | Dieter Leurs         |
| 14   | Daniel Schillings    |
| 15   |                      |
| 16   |                      |

| Pos. | Name                |
| ---- | ------------------- |
| 1    | Vincenzo Santopadre |
| 2    | Giuseppe Menga      |
| 3    | Matteo Colla        |
| 4    | Nicolas Bruns       |
| 5    | Anish Pulickal      |
| 6    | Ralph Grambow       |
| 7    | Christian Pauwels   |
| 8    | Thomas Olschewski   |
| 9    | Oliver Bartsch      |
| 10   | Torben Theine       |
| 11   | Holger Dimster      |
| 12   | Stephan Frings      |
| 13   | Ramon Winkens       |
| 14   | Markus Hintermeier  |
| 15   |                     |
| 16   |                     |

| Pos. | Name               |
| ---- | ------------------ |
| 1    | Alberto Martín     |
| 2    | Jordi Marsé Vidri  |
| 3    | Didac Pérez        |
| 4    | Petr Pála          |
| 5    | Axel Pretzsch      |
| 6    | David Škoch        |
| 7    | Tobias Svantesson  |
| 8    | Christian Miele    |
| 9    | Markus Bannert     |
| 10   | Christian Heerig   |
| 11   | Klaus-Dieter Acker |
| 12   | Thomas Niehaus     |
| 13   | Kai Berenskötter   |
| 14   |                    |
| 15   |                    |
| 16   |                    |

| Pos. | Name               |
| ---- | ------------------ |
| 1    | Robin Vik          |
| 2    | Radim Žitko        |
| 3    | Markus Hantschk    |
| 4    | Richard Drazny     |
| 5    | Daniel Dolbea      |
| 6    | Lukas Vojtechovsky |
| 7    | Wojtek Kowalski    |
| 8    | Martin Allinger    |
| 9    | Jan Plötzner       |
| 10   | Jiri Bartos        |
| 11   | Jörg Wölfel        |
| 12   | Jürgen Ropers      |
| 13   | Tobias Sankat      |
| 14   | Christian Wust     |
| 15   |                    |
| 16   |                    |

| Pos. | Name                  |
| ---- | --------------------- |
| 1    | Johan Örtegren        |
| 2    | Kalle Flyght          |
| 3    | Nikos Rovas           |
| 4    | Lars Burgsmüller      |
| 5    | Tomas Behrend         |
| 6    | Christian Schäffkes   |
| 7    | Darek Nowicki         |
| 8    | Benjamin Ebrahimzadeh |
| 9    | Paul Logtens          |
| 10   | Erik Brummer          |
| 11   | Remco Pondman         |
| 12   |                       |
| 13   |                       |
| 14   |                       |
| 15   |                       |
| 16   |                       |

| Pos. | Name                    |
| ---- | ----------------------- |
| 1    | Konstantinos Economidis |
| 2    | Kornél Bardóczky        |
| 3    | Gabor Jaross            |
| 4    | Miklós Jancsó           |
| 5    | Zoltán Nagy             |
| 6    | Sándor Noszály          |
| 7    | Florian Preißler        |
| 8    | Szabolcs Bujtas         |
| 9    | Alexander Jung          |
| 10   | Marco Appelmann         |
| 11   | Oliver Bergmann         |
| 12   | Nirmel Osmanovic        |
| 13   | Manuel Niculae          |
| 14   | Kai Hagenkötter         |
| 15   |                         |
| 16   |                         |

| Pos. | Name                  |
| ---- | --------------------- |
| 1    | Stefano Tarallo       |
| 2    | Gianluca Gatto        |
| 3    | Alessio Varriale      |
| 4    | Dario Pizzato         |
| 5    | Victor Jongepier      |
| 6    | Andreas Thivessen     |
| 7    | Marco Schmidt         |
| 8    | Henrik Müller-Frerich |
| 9    | Volker Kaupert        |
| 10   | Mathias Nieweg        |
| 11   | Claudius Rink         |
| 12   | Nico Thieme           |
| 13   | Thomas Wittenberg     |
| 14   | Markus Wallmann       |
| 15   |                       |
| 16   |                       |

## Ergebnisse
| Datum/Uhrzeit      | Heimmannschaft              | Gastmannschaft              | Matches | Sätze | Spiele |
| ------------------ | --------------------------- | --------------------------- | ------- | ----- | ------ |
| So. 5. Juni 11:00  | TC Raadt                    | TC Schönbusch Aschaffenburg | 9:0     | 18:0  | 109:29 |
| So. 5. Juni 11:00  | TG Westfalia Dortmund       | Gladbacher HTC              | 0:9     | 0:18  | 30:109 |
| So. 5. Juni 11:00  | DTV Hannover                | KTHC Stadion Rot-Weiß Köln  | 2:7     | 8:14  | 80:94  |
| So. 5. Juni 11:00  | Oelder TC BW                | TB Erlangen                 | 2:7     | 7:14  | 77:101 |
| So. 12. Juni 11:00 | KTHC Stadion Rot-Weiß Köln  | TG Westfalia Dortmund       | 4:5     | 10:11 | 88:88  |
| So. 12. Juni 11:00 | DTV Hannover                | Gladbacher HTC              | 3:6     | 6:13  | 66:94  |
| So. 12. Juni 11:00 | TC Schönbusch Aschaffenburg | TB Erlangen                 | 2:7     | 5:14  | 72:104 |
| So. 12. Juni 11:00 | Oelder TC BW                | TC Raadt                    | 4:5     | 9:12  | 62:95  |
| So. 19. Juni 11:00 | TC Raadt                    | DTV Hannover                | 9:0     | 18:1  | 109:34 |
| So. 19. Juni 11:00 | TB Erlangen                 | TG Westfalia Dortmund       | 9:0     | 18:0  | 112:52 |
| So. 19. Juni 11:00 | KTHC Stadion Rot-Weiß Köln  | TC Schönbusch Aschaffenburg | 2:7     | 5:15  | 68:105 |
| So. 19. Juni 11:00 | Oelder TC BW                | Gladbacher HTC              | 1:8     | 2:17  | 35:109 |
| So. 3. Juli 11:00  | TC Schönbusch Aschaffenburg | DTV Hannover                | 9:0     | 18:4  | 105:64 |
| So. 3. Juli 11:00  | TG Westfalia Dortmund       | Oelder TC BW                | 1:8     | 3:16  | 55:99  |
| So. 3. Juli 11:00  | KTHC Stadion Rot-Weiß Köln  | TC Raadt                    | 1:8     | 4:17  | 68:108 |
| So. 3. Juli 11:00  | Gladbacher HTC              | TB Erlangen                 | 4:5     | 11:10 | 93:87  |
| Sa. 9. Juli 13:00  | DTV Hannover                | Oelder TC BW                | 2:7     | 6:14  | 73:92  |
| So. 10. Juli 11:00 | TC Raadt                    | TB Erlangen                 | 5:4     | 11:10 | 82:90  |
| So. 10. Juli 11:00 | TG Westfalia Dortmund       | TC Schönbusch Aschaffenburg | 5:4     | 11:9  | 79:78  |
| So. 10. Juli 11:00 | Gladbacher HTC              | KTHC Stadion Rot-Weiß Köln  | 9:0     | 18:0  | 108:29 |
| Sa. 16. Juli 13:00 | KHTC Stadion Rot-Weiß Köln  | Oelder TC BW                | 3:6     | 6:15  | 62:103 |
| So. 17. Juli 11:00 | TC Schönbusch Aschaffenburg | Gladbacher HTC              | 2:7     | 7:14  | 81:97  |
| So. 17. Juli 11:00 | TC Raadt                    | TG Westfalia Dortmund       | 9:0     | 18:1  | 108:43 |
| So. 17. Juli 11:00 | TB Erlangen                 | DTV Hannover                | 9:0     | 18:0  | 109:17 |
| Sa. 23. Juli 13:00 | TB Erlangen                 | KTHC Stadion Rot-Weiß Köln  | 9:0     | 18:0  | 108:22 |
| Sa. 23. Juli 13:00 | TG Westfalia Dortmund       | DTV Hannover                | 8:1     | 16:2  | 103:27 |
| Sa. 23. Juli 13:00 | Oelder TC BW                | TC Schönbusch Aschaffenburg | 6:3     | 12:8  | 87:66  |
| Sa. 23. Juli 13:00 | Gladbacher HTC              | TC Raadt                    | 4:5     | 10:11 | 82:87  |